# Affaire Jèze

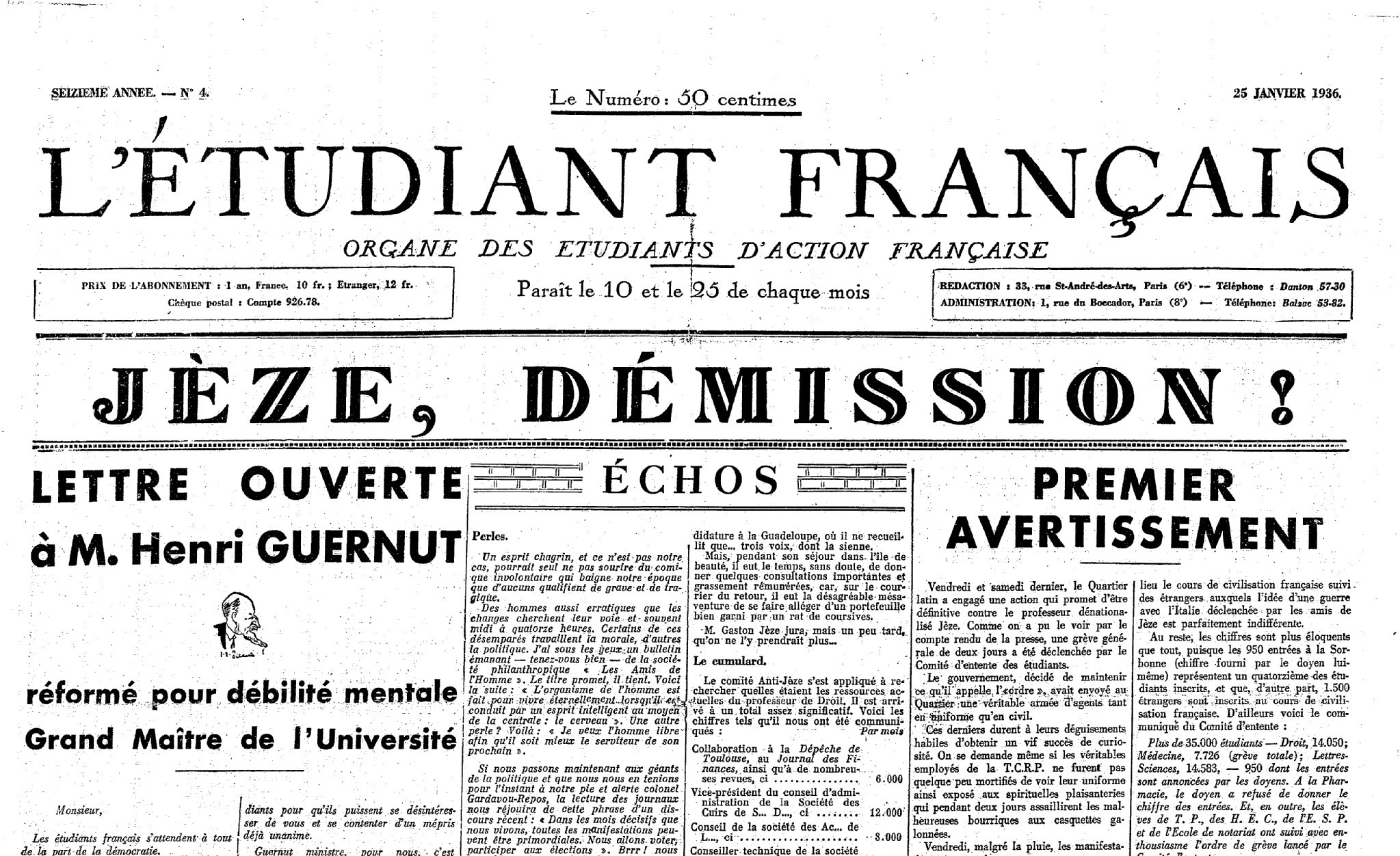
L'Étudiant français, journal des Étudiants d'Action française, titre « Jèze, démission ! » le 25 janvier 1936.

L'affaire Jèze fait référence à une polémique dans l'enseignement français autour des cours du professeur Gaston Jèze à la Faculté de droit de Paris de novembre 1935 à mars 1936.

## Historique

### Genèse
Gaston Jèze, professeur de droit public, devient le conseiller juridique de l'empereur éthiopien Haïlé Sélassié, dans le cadre du conflit qui l'oppose à l'Italie de Mussolini. Le 5 septembre 1935, Jèze défend l'Éthiopie devant la Société des nations à Genève ce qui provoque la sortie de la délégation italienne alors que Pierre Laval, président du Conseil, cherchait la conciliation avec Mussolini.

Après les manifestations xénophobes de 1935 et dans la continuité du Manifeste pour la défense de l'Occident destiné à soutenir l'invasion de l'Éthiopie par l'Italie fasciste, les étudiants nationalistes ne comptent pas tolérer la présence de Gaston Jèze à la Faculté de droit de Paris, puisqu'il s'oppose au fascisme.

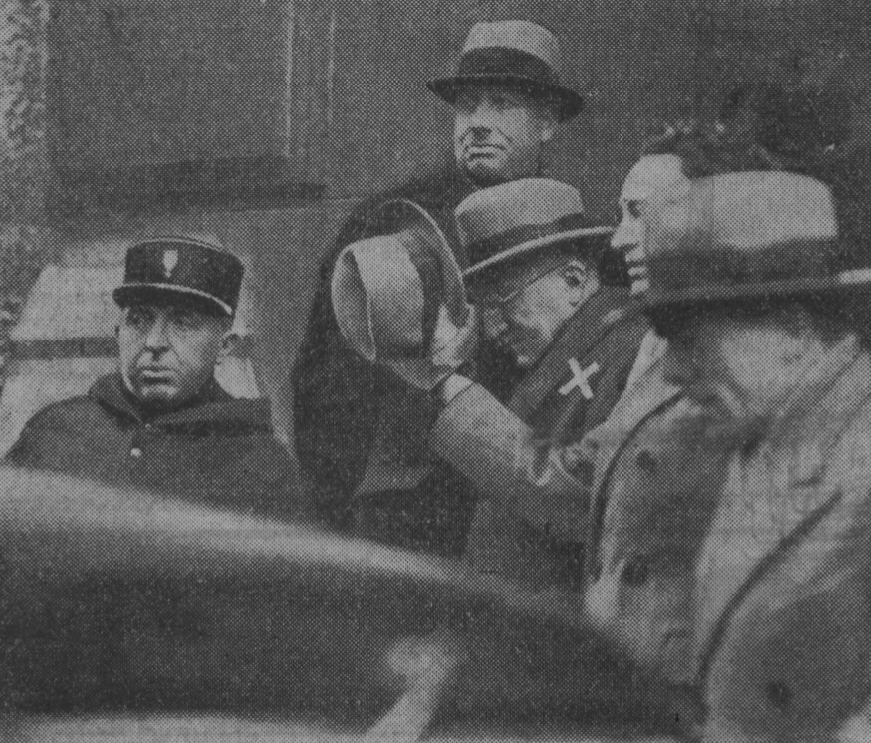
Gaston Jèze quitte la Faculté de droit de Paris après l'interruption de son cours dans Paris-Soir le 11 février 1936.

### Rentrée de novembre 1935
Pendant l'hiver 1935-1936, un « comité d'entente » est créé entre les Étudiants d'Action française qui tiennent la Corpo de droit, les Phalanges universitaires et la Légion universitaire pour coordonner la mobilisation contre Gaston Jèze,. Le comité est présidé par Robert Thielland des Phalanges avec pour second Robert Castille de l'Action française. Les réunions du comité se tiennent au café « Le Tout Paris » au 56, boulevard Saint-Michel. L'étude sociologique des arrestations révèle une dominante d'étudiants membres des Volontaires Nationaux, rattachés aux Croix-de-Feu dont fait partie François Mitterrand.
Le 14 novembre 1935, le cours de rentrée du professeur Jèze est rendu impossible par les chahuts des étudiants nationalistes, aux cris de « Jèze démission ».

Le mode opératoire de l'affaire Jèze est identique à celui mis en œuvre lors de l'affaire Scelle et Thalamas.

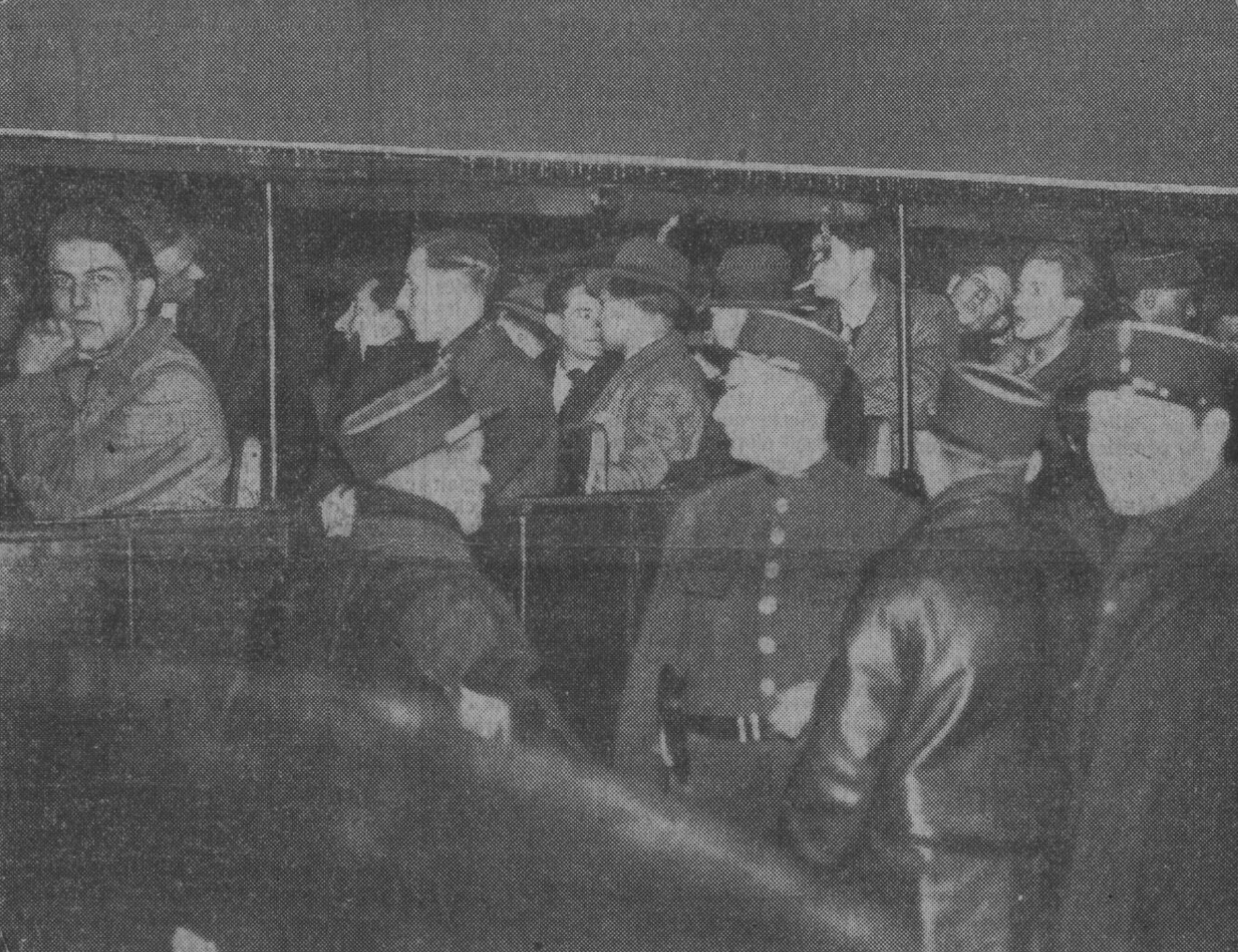
Arrestation d'étudiants transportés dans un autocar de la police dans Paris-Soir du 13 février 1936.

### 1936
Le jeudi 9 janvier 1936, le cours Gaston Jèze est de nouveau envahi par plusieurs centaines d'étudiants nationalistes qui poursuivent le professeur jusqu'à enfoncer les portes des vestiaires,. À la suite des troubles, le ministre de l'Éducation Mario Roustan, le doyen Edgard Allix et le recteur Sébastien Charléty font fermer la Faculté de droit de Paris le 10 janvier 1936,. Les étudiants protestent contre cette fermeture jugée inique tout en essayant « d'entraîner leurs camarades des autres facultés ». Le 13 janvier, des tracts réclamant la réouverture de la faculté et la démission de Jèze sont distribués. L'Union nationale des étudiants de France et l'Union fédérale des étudiants n'invitent pas à manifester contre Jèze tandis que la Jeunesse étudiante chrétienne déconseille à ses adhérents de prendre part aux débats liés à cette affaire. Toutefois, des adhérents de la Fédération française des étudiants catholiques prennent part aux manifestations contre Jèze. Une grève est déclenchée le 17 janvier et des bagarres éclatent entre étudiants « projéziste » et « antijéziste » les jours suivants. Le 19 janvier, quatorze étudiants sont arrêtés. Le gouvernement Albert Sarraut impose la réouverture le 28 janvier 1936,. Malgré les filtrages des entrées, le cours de Jèze est à chaque fois interrompu à l'aide de projectiles et d'ampoules fumigènes.
Le 2 février 1936, le cours est de nouveau empêché.
Le 11 février, une centaine d'étudiants pénètre dans un amphithéâtre de nuit et se barricade pour empêcher le cours programmé le lendemain. Au cours de l'arrestation des cent-cinq étudiants bloqueurs, un policier décoche un coup de poing au doyen Edgard Allix dans la confusion. Pierre Nielsen, président de l'Union nationale des étudiants de France, prévient que si les étudiants arrêtés sont poursuivis, son intention était de demander aux élèves des autres facultés de se solidariser et d'appeler à la grève générale.

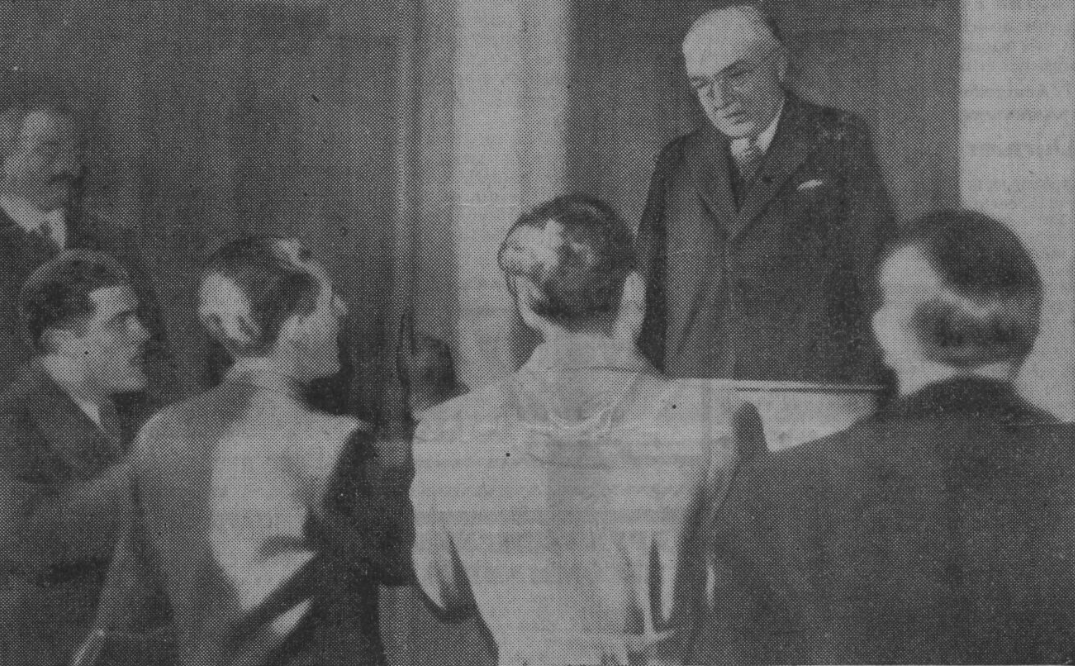
Des étudiants interrompent le cours de Gaston Jèze dans Paris-Soir du 6 mars 1936.

C'est le 5 mars 1936 que les étudiants nationalistes organisent leur plus grande manifestation pour exiger la démission de Jèze. La présence parmi les manifestants de François Mitterrand est attestée par l'ouvrage de Pierre Péan Une jeunesse française.
En mars 1936, Gaston Jèze accepte la défaite et se replie « à partir du 17 mars dans le petit local du Musée pédagogique rue d’Ulm, à l’écart de la faculté de droit ». Cet événement est un succès supplémentaire pour les ligues étudiantes dont celle de l'Action française. La faculté a été épisodiquement paralysée durant quatre mois et le professeur Jèze est écarté, abandonné même par ses collègues de la faculté.
Après l'agression de Léon Blum le 13 février 1936, les étudiants socialistes font en sorte que la manifestation de protestation à l'agression parte du Panthéon et passe poing levé devant la Faculté de droit.

## Archives
Les Archives nationales conservent le dossier personnel du professeur Jèze dans l'Instruction publique sous la cote F/17/24604 ainsi que les archives de la Faculté de droit de Paris relatives à l'affaire Jèze sous la cote AJ/16/1802.